# Anthony Carlisle

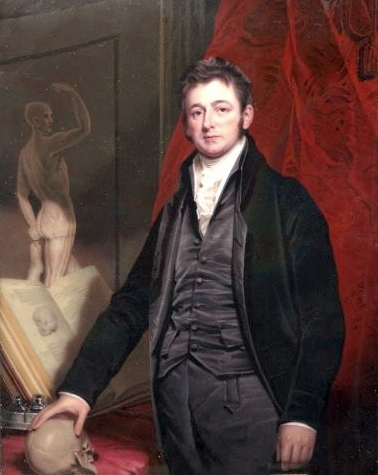
Anthony Carlisle (Henry Bone, 1827)

Sir Anthony Carlisle (* 15. Februar 1768 in Stillington; † 2. November 1840 in London) war ein englischer Chirurg, der 1800 mit William Nicholson die Elektrolyse entdeckte.
Nach seinem Studium in London bei John Hunter wurde er 1783 Chirurg im Westminster Hospital und blieb dort für 47 Jahre. Als er 1800 zusammen mit William Nicholson die Experimente von Alessandro Volta wiederholte, entdeckten beide zufällig die Elektrolyse.